# Rozpravy nad prvními deseti knihami Tita Livia
Rozpravy nad prvními deseti knihami Tita Livia je velmi obsáhlé dílo Niccolò Machiavelliho, které se zabývá otázkami vzniku, udržení a vývoje republik. Machiavelli cituje z každé kapitoly prvních deseti knih Dějin Tita Livia a následně tento text rozebírá a hodnotí jeho význam. Římská republika je pro Machiavelliho velkým vzorem pro jeho současnost. Tvrdí, že stát může založit pouze jeden člověk, který ji vtiskne počáteční zákony a řád, příkladem jsou Romulus a Remus. Dále říká, že republika musí mít velké štěstí a silnou nezkaženost svých občanů, aby se mohla udržet a rozvinout. Státy, ve kterých je živá vzpomínka na svobodu republiky, je ale prý obtížné později pokořit. Bez ohledu na autoritu a minulost viníka, je nutné ho spravedlivě potrestat, pokud se skutečně provinil. Úspěch římské republiky přisuzuje vhodnému balancování mezi třemi typy vlád – demokracie, autokracie a oligarchie patricijů. V tomto střetu vidí motor, který Řím hnal kupředu.
Tato kniha bývá zastíněna Machiavelliho dalším, známějším a kontroverznějším dílem Vladař.